# Ampass
Ampass este o localitate în districtul Innsbruck din landul Tirol, Austria.